# Коллижи-Кранделен
Коллижи́-Кранделе́н (фр. Colligis-Crandelain) — коммуна во Франции, находится в регионе Пикардия. Департамент коммуны — Эна. Входит в состав кантона Лан-2. Округ коммуны — Лан.
Код INSEE коммуны — 02205.

## Население
Население коммуны на 2010 год составляло 181 человек.
| 1962 | 1968 | 1975 | 1982 | 1990 | 1999 | 2010 |
| ---- | ---- | ---- | ---- | ---- | ---- | ---- |
| 155  | 133  | 144  | 145  | 152  | 145  | 181  |

## Экономика
В 2010 году среди 124 человек трудоспособного возраста (15—64 лет) 97 были экономически активными, 27 — неактивными (показатель активности — 78,2 %, в 1999 году было 67,9 %). Из 97 активных жителей работали 83 человека (46 мужчин и 37 женщин), безработных было 14 (4 мужчины и 10 женщин). Среди 27 неактивных 9 человек были учениками или студентами, 12 — пенсионерами, 6 были неактивными по другим причинам.